# ОШ „Милоје Васић” Калуђерица
ОШ „Милоје Васић” Калуђерица, насељу на територији градске општине Гроцка почела је са радом 2010. године.
Школа носи име по Милоју Васићу, археологу, професору на Београдском универзитету и члану САНУ.